# Dragon Breed
Dragon Breed (ドラゴン ブリード) est un jeu vidéo de type shoot 'em up développé et édité par la société japonaise Irem en 1989 sur borne d'arcade. Il a été porté sur divers micro-ordinateurs.

## Accueil
- Tilt : 16/20 (version Atari ST)[5]